# Little Cornard
Little Cornard is een civil parish in het bestuurlijke gebied Babergh, in het Engelse graafschap Suffolk. In 2001 telde het dorp 305 inwoners. De civil parish telt 16 monumentale panden.